# Вилхелм II (Бавария)
Вижте пояснителната страница за други личности с името Вилхелм II.
Вилхелм II (на немски: Wilhelm II. von Bayern-Straubing, Wilhelm von Oostervant; * 5 април 1365, Хага; † 31 май 1417, Bouchain, Хенегау) от династията Вителсбахи, е граф на Хенегау като Вилхелм IV, като Вилхелм VI (Principes Hollandiae et Zelandiae) граф на Нидерландия и Зеландия и като Вилхелм II от 1404 до смъртта си през 1417 г. третият херцог на Бавария-Щраубинг.

## Произход и брак
Вилхелм II е най-възрастният син на херцог Албрехт I (1347 – 1404) и на Маргарета от Лигнитц-Бриг († 1386), внучка на бохемския крал Венцел II. Той е внук по бащина линия на император Лудвиг IV Баварски и втората му съпруга Маргарета I Холандска. Брат е на Албрехт II и Йохан III.
Вилхелм първо е сгоден за Мари, дъщеря на френския крал Шарл V. Годеницата му обаче умира през 1377 г. На 12 април 1385 г., на 20-годишна възраст, на двойна сватба в Камбре, Вилхелм се жени за Маргарета Бургундска (1374 – 1441), дъщеря на бургундския херцог Филип II, заедно с неговата сестра Маргарета Баварска (1363 – 1423), която се омъжва за сина и наследника на Филип, Жан Безстрашни.

## Конфликт с баща му. Херцог на Бавария-Щраубинг
През 1386/1387 г. Вилхелм пътува до Прусия. През 1392 г. Вилхелм има конфликт с баща си, заради връзката на баща му с холандската благородничка Aleida fon Poelgeest, и бяга в Англия. През 1394 г. те се сдобряват и Вилхелм получава отново правата си като щатхалтер.
Баща и син водят без големи резултати скъпи походи против въстаналите фризи. Албрехт I умира на 13 декември 1404 г. след над 46-годишно управление. Вилхелм наследява северната част, а брат му Йохан III, вместо рано умрелия Албрехт II – в южната част.
Вилхелм сгодява единствената си дъщеря Якоба (* 15 юли 1401, † 9 октомври 1436) през 1406 г., още дете, за малко по-големия Жан дьо Валоа, херцог на Турен (* 31 август 1398, † 5 април 1417), син на крал Шарл VI от Франция, който през 1415 г. е наследник на трона. Те се женят на 6 август 1415 г.
Вилхелм умира неочаквано на 31 май 1417 г. от ухапване от куче. Брат му Йохан III става регент на шестнадесетгодишната му дъщеря. Йохан III напуска през 1418 г. епископията си и Щраубинг, и през 1420 г. сваля от власт Якоба и поема управлението на Нидерландия.